# Kleine Asiatische Langflügelfledermaus

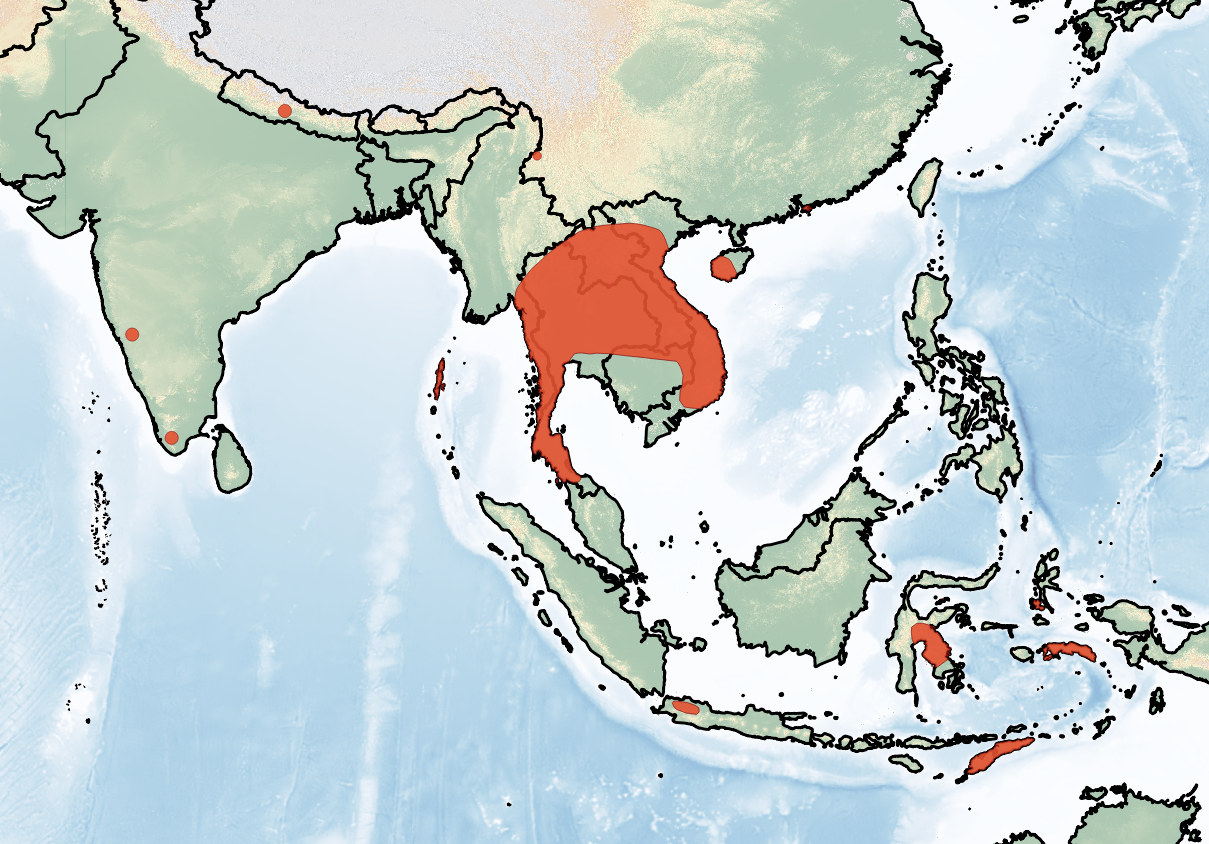
Verbreitungsgebiet laut IUCN

Die Kleine Asiatische Langflügelfledermaus (Miniopterus pusillus) ist ein im südlichen Asien und in der Region Australis verbreitetes Fledertier in der Gattung der Langflügelfledermäuse. Auf den Philippinen war die taxonomische Abgrenzung zur Kleinen Australischen Langflügelfledermaus (Miniopterus australis) nicht eindeutig geklärt. Vermutlich stellen die unter diesem Taxon zusammengefassten Populationen einen Artenkomplex dar.

## Merkmale
Wie der Name andeutet, ist die Art mit einer Kopf-Rumpf-Länge von 38 bis 50 mm, einer Schwanzlänge von 31 bis 51 mm und einem Gewicht von 9 bis 11 g eine kleine Fledermaus. Sie hat 36,5 bis 44 mm lange Unterarme, Hinterfüße von 8 bis 9 mm Länge und 9 bis 11 mm lange Ohren. Die Haare der Oberseite sind an den Wurzeln schwarz und an den Spitzen graubraun bis rotbraun. So ergibt sich ein graubraunes, geflecktes oder rötliches Aussehen. Diese Fledermaus hat eine hellere Unterseite, dunkelbraune Flughäute und sichtbare Hautstellen sowie einige Haare auf der Schwanzflughaut. Typisch für die Ohren ist ein kurzer, breiter und nach vorn gerichteter Tragus. Neben der Kleinen Australischen Langflügelfledermaus sind andere Gattungsvertreter der Region kleiner als diese Art.

## Verbreitung
Die Kleine Asiatische Langflügelfledermaus lebt hauptsächlich in Thailand, Laos und Vietnam sowie in angrenzenden Gebieten. Verstreute Funde gibt es aus dem südlichen Indien, von den Nikobaren, von Hainan, von Java, von Sulawesi, von Timor und von verschiedenen Inseln der Molukken. Die Art hält sich im Flachland und in Gebirgen bis 1200 Meter Höhe auf. Als Habitat dienen Wälder und Ackerland.

## Lebensweise
Diese Fledermaus ruht am Tage in Höhlen, Straßendurchlässen, Baumhöhlen und Felsspalten. Im Versteck bilden sich Kolonien mit gewöhnlich bis zu 700 Mitgliedern. Selten treten Gruppen mit mehreren tausend Exemplaren auf. Der Ruheplatz wird gelegentlich mit der Malaiischen Langflügelfledermaus, der Schwarzbart-Grabfledermaus (Taphozous melanopogon) oder mit Hipposideros larvatus geteilt. Vermutlich werden wie bei anderen Gattungsvertretern weiche Insekten im Flug gejagt. Die Rufe zur Echoortung sind 3,5 bis 6 Millisekunden lang und beginnen bei 98 bis 125 kHz, während sie mit 55 bis 59 kHz enden. Die stärkste Intensität wird bei 58 bis 69 kHz erreicht. Zum Fortpflanzungsverhalten liegen keine Angaben vor.

## Gefährdung
Gebietsweise wirken sich Landschaftsveränderungen und Störungen am Versteck negativ aus. Die Kleine Asiatische Langflügelfledermaus kommt in mehreren Schutzgebieten vor. Die IUCN listet sie als nicht gefährdet (least concern).